# Quận Wyoming, West Virginia
Quận Wyoming là một quận ở tiểu bang Tây Virginia. Đến thời điểm năm 2000, dân số quận là 25.708 người. Quận lỵ là Pineville 6. Quận Wyoming được thành lập năm 1850 từ quận Logan.

## Địa lý
Theo Cục điều tra dân số Hoa Kỳ, quận có tổng diện tích 502 dặm vuông (1.300 km ²), trong đó, 501 dặm vuông (1.297 km ²) là đất và dặm 1 vuông (2 km ²) của nó (0,19%) là nước.

### Các xa lộ chính
| - U.S. Highway 52 - West Virginia Route 10 - West Virginia Route 16 | - West Virginia Route 54 - West Virginia Route 85 - West Virginia Route 97 |